# Gabriel Ascencio
Gabriel Héctor Ascencio Mansilla (Coyhaique, 25 de octubre de 1953) es un político, abogado y diputado demócrata cristiano chileno. Entre 2010 y 2014 representó al distrito N.° 58, que comprende las comunas de Curaco de Vélez, Hualaihué, Futaleufú, Chaitén, Quellón, Ancud, Castro, Puqueldón, Chonchi, Queilén, Dalcahue, Palena, Quemchi y Quinchao. Desde 2018 hasta 2022 ejerció como diputado por el distrito N.° 26. Se tituló en 1999.
Anteriormente entre 2005 y 2006 fue Presidente de la Cámara de Diputados de Chile.
Actualmente se desempeña como Ministro en el Tribunal Calificador de Elecciones.

## Biografía
En 1968, ingresó a la Juventud Demócrata Cristiana (JDC). Formó parte de la Vicaría de la Solidaridad. Coordinó el Departamento de Derechos Humanos del Obispado de Ancud y Chiloé. Estudio en la Facultad de Derecho de la Universidad de Chile. Con el retorno a la democracia, se convirtió en un  activo dirigente del PDC, siendo el año 1993 el comienzo de su vida parlamentaria, convirtiéndose en diputado del Distrito 58, siendo reelegido 4 períodos consecutivos, terminando su quinta diputación el año 2014. En el año 2013 postuló su candidatura para Senador por la Circunscripción Senatorial 17, correspondiente a la Región de Los Lagos, en la cual es derrotado estrechamente por el candidato UDI Iván Moreira Barros.
En 2014 fue designado por la presidenta Michelle Bachelet como embajador político de Chile en Ecuador.

## Historia electoral

### Elecciones parlamentarias de 1993
- Elecciones parlamentarias de 1993 a Diputado por el distrito 58 (Curaco de Vélez, Hualaihué, Futaleufú, Chaitén, Quellón, Ancud, Castro, Puqueldón, Chonchi, Queilén, Dalcahue, Palena, Quemchi y Quinchao)[4]

| Candidato                  | Pacto                                | Partido | Votos  | %     | Resultado |
| -------------------------- | ------------------------------------ | ------- | ------ | ----- | --------- |
| Gabriel Ascencio Mansilla  | Concertación por la Democracia       | PDC     | 22 172 | 32,56 | Diputado  |
| Claudio Alvarado Andrade   | Unión por el Progreso de Chile       | ILB     | 15 505 | 22,77 | Diputado  |
| Juan Alberto Pérez Muñoz   | Unión por el Progreso de Chile       | RN      | 14 678 | 21,55 |           |
| Rolando del Río Moncada    | Concertación por la Democracia       | PS      | 10 785 | 15,84 |           |
| Francisco Cárdenas Álvarez | Alternativa Democrática de Izquierda | PC      | 3766   | 5,53  |           |
| Mariano Montt Urbano       | Alternativa Democrática de Izquierda | ILA     | 1194   | 1,75  |           |

### Elecciones parlamentarias de 1997
- Elecciones parlamentarias de 1997 a Diputado por el distrito 58 (Curaco de Vélez, Hualaihué, Futaleufú, Chaitén, Quellón, Ancud, Castro, Puqueldón, Chonchi, Queilén, Dalcahue, Palena, Quemchi y Quinchao)[5]

| Candidato                    | Pacto                          | Partido | Votos  | %     | Resultado |
| ---------------------------- | ------------------------------ | ------- | ------ | ----- | --------- |
| Claudio Alvarado Andrade     | Unión por Chile                | ILB     | 23 316 | 36,35 | Diputado  |
| Gabriel Ascencio Mansilla    | Concertación por la Democracia | PDC     | 15 359 | 23,95 | Diputado  |
| Gustavo Alessandri Balmaceda | Unión por Chile                | RN      | 11 865 | 18,50 |           |
| Julio Álvarez Pinto          | Concertación por la Democracia | PS      | 9125   | 14,23 |           |
| Rolando del Río Moncada      | La Izquierda                   | ILD     | 2511   | 3,91  |           |
| Luis Sandoval Vivar          | La Izquierda                   | PC      | 1051   | 1,64  |           |
| Ivan Barrera Avendaño        | Humanista                      | ILA     | 911    | 1,42  |           |

### Elecciones parlamentarias de 2001
- Elecciones parlamentarias de 2001 a Diputado por el distrito 58 (Curaco de Vélez, Hualaihué, Futaleufú, Chaitén, Quellón, Ancud, Castro, Puqueldón, Chonchi, Queilén, Dalcahue, Palena, Quemchi y Quinchao)[6]

| Candidato                 | Pacto                          | Partido | Votos  | %     | Resultado |
| ------------------------- | ------------------------------ | ------- | ------ | ----- | --------- |
| Claudio Alvarado Andrade  | Alianza por Chile              | UDI     | 26 203 | 40,48 | Diputado  |
| Gabriel Ascencio Mansilla | Concertación por la Democracia | PDC     | 23 206 | 35,85 | Diputado  |
| José Luis Almendra Gómez  | Alianza por Chile              | RN      | 6371   | 9,84  |           |
| Ernesto Schulbach Bórquez | Concertación por la Democracia | PRSD    | 4738   | 7,32  |           |
| Mario Contreras Vega      | Partido Comunista              | PC      | 4210   | 6,50  |           |

### Elecciones parlamentarias de 2005
- Elecciones parlamentarias de 2005 a Diputado por el distrito 58 (Curaco de Vélez, Hualaihué, Futaleufú, Chaitén, Quellón, Ancud, Castro, Puqueldón, Chonchi, Queilén, Dalcahue, Palena, Quemchi y Quinchao)[7]

| Candidato                    | Pacto                         | Partido | Votos  | %     | Resultado |
| ---------------------------- | ----------------------------- | ------- | ------ | ----- | --------- |
| Gabriel Ascencio Mansilla    | Concertación Democrática      | PDC     | 26 088 | 35,94 | Diputado  |
| Claudio Alvarado Andrade     | Alianza                       | UDI     | 18 043 | 24,85 | Diputado  |
| Alejandro Santana Tirachini  | Alianza                       | RN      | 14 376 | 19,80 |           |
| Juan José Cárcamo Hemmelmann | Concertación Democrática      | PPD     | 9072   | 12,50 |           |
| Mario Contreras Vega         | Juntos Podemos Más            | PC      | 2823   | 3,89  |           |
| Minor Braniff Mera           | Fuerza Regional Independiente | ILA     | 1729   | 2,38  |           |
| Luis Veloso Vera             | Juntos Podemos Más            | ILC     | 466    | 0,64  |           |

### Elecciones parlamentarias de 2009
- Elecciones parlamentarias de 2009 a Diputado por el distrito 58 (Curaco de Vélez, Hualaihué, Futaleufú, Chaitén, Quellón, Ancud, Castro, Puqueldón, Chonchi, Queilén, Dalcahue, Palena, Quemchi y Quinchao)[8]

| Candidato                   | Pacto                         | Partido | Votos  | %     | Resultado |
| --------------------------- | ----------------------------- | ------- | ------ | ----- | --------- |
| Alejandro Santana Tirachini | Coalición por el Cambio       | RN      | 27 098 | 35,86 | Diputado  |
| Gabriel Ascencio Mansilla   | Concertación y Juntos Podemos | PDC     | 17 457 | 23,10 | Diputado  |
| Jenny Álvarez Vera          | Concertación y Juntos Podemos | PS      | 16 638 | 22,02 |           |
| Claudio Alvarado Andrade    | Coalición por el Cambio       | UDI     | 14 371 | 19,02 |           |

### Elecciones parlamentarias de 2013
- Elecciones parlamentarias de 2013 a Senador por la Circunscripción Senatorial 17 (Región de Los Lagos)[9]

| Candidato                   | Pacto         | Partido | Votos   | %     | Resultado |
| --------------------------- | ------------- | ------- | ------- | ----- | --------- |
| Rabindranath Quinteros Lara | Nueva Mayoría | PS      | 134 635 | 47,45 | Senador   |
| Iván Moreira Barros         | Alianza       | UDI     | 54 237  | 19,11 | Senador   |
| Gabriel Ascencio Mansilla   | Nueva Mayoría | PDC     | 52 454  | 18,48 |           |
| Carlos Kuschel Silva        | Alianza       | RN      | 42 382  | 14,93 |           |

### Elecciones parlamentarias de 2017
- Elecciones parlamentarias de 2017 a Diputado por el distrito 26 (Calbuco, Cochamó, Maullín, Puerto Montt, Ancud, Castro, Chaitén, Chonchi, Curaco de Vélez, Dalcahue, Futaleufú, Hualaihué, Palena, Puqueldón, Queilén, Quellón, Quemchi, Quinchao)[10]

(Sólo se muestran los candidatos que obtuvieron un mínimo de 2 % de votación)
| Candidato                    | Pacto                        | Partido | Votos  | %     | Resultados |
| ---------------------------- | ---------------------------- | ------- | ------ | ----- | ---------- |
| Alejandro Santana Tirachini  | Chile Vamos                  | RN      | 23 556 | 17,10 | Diputado   |
| Carlos Kuschel Silva         | Chile Vamos                  | RN      | 11 259 | 8,17  | Diputado   |
| Jenny Álvarez Vera           | La Fuerza de la Mayoría      | PS      | 10 169 | 7,38  | Diputada   |
| Gabriel Ascencio Mansilla    | Convergencia Democrática     | PDC     | 9346   | 6,78  | Diputado   |
| Ramón Espinoza Sandoval      | La Fuerza de la Mayoría      | PS      | 8116   | 5,89  |            |
| Claudio Martínez Labra       | Convergencia Democrática     | PDC     | 7881   | 5,72  |            |
| Marisol Turres Figueroa      | Chile Vamos                  | UDI     | 7270   | 5,28  |            |
| Alejandro Bernales Maldonado | Frente Amplio                | PL      | 6194   | 4,50  | Diputado   |
| Claudio Oyarzún Cárcamo      | La Fuerza de la Mayoría      | PPD     | 5051   | 3,67  |            |
| José Roberto Aburto Barría   | Coalición Regionalista Verde | DRP     | 5020   | 3,64  |            |
| José Segura Díaz             | Chile Vamos                  | RN      | 4955   | 3,60  |            |
| Eduardo Ocampo Castillo      | Frente Amplio                | Ind-PEV | 4418   | 3,21  |            |